# فينيسيوس وتوم

فينيسيوس وتوم.

فينيسيوس وتوم هي التمائم الرسمية في دورة الألعاب الأولمبية الصيفية 2016 واولمبياد المعاقين في ريو دي جانيرو، البرازيل.

## روابط خارجية
- الموقع الرسمي